# Ультар-Сар

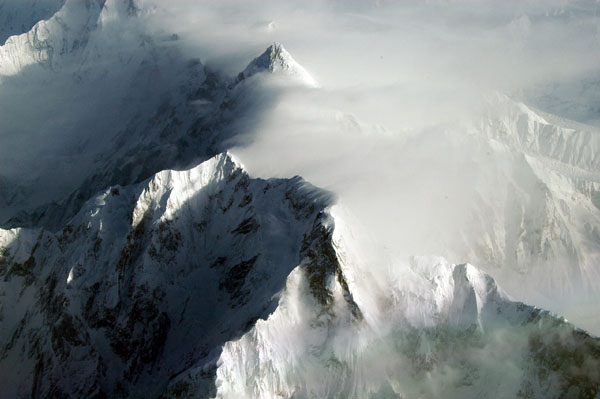
Ультар Сар — посередині, ближче

Ультар Сар — Ultar Sar (або Ultar, Ultar II чи Bojohagur Duanasir II) — найбільш висунута на південь вершина Батура Музтаг в Каракорумі. Лежить прибл. на 10 км на північний схід від Карімабаду, міста в долині Гангу в дистрикті Гілгіт в Пакистані. Хоча й не є одною з найвищих вершин Каракоруму, уславлена тим, що її стіни здіймаються стрімко, понад 5000 м над берегами р. Ганг.
До 90-х років XX ст. це була одна з найвищих непідкорених вершин Землі. У 80-х і 90-х роках 15 експедицій намагалися її подолати. Жодна з них не мала успіху, багато альпіністів загинуло на її схилах.
Тільки в червні 1996 р. дві японські експедиції: перша під керівництвом Акіто Ямазакі (Akito Yamazaki; підкорив вершину, але помер на спуску), а також друга, керована Кеном Такагаші (Ken Takahashi) досягли успіху. Першосходження здійснили Ямазакі і Кійоші Матсуока (Kiyoshi Matsuoka; помер через рік на Бублімотині). Після успішного сходження учасників першої експедиції їх заскочили потужні сніговії, що унеможливило їм повернення до базового табору протягом кількох днів. Акіто Ямазакі помер в базовому таборі.
Друга експедиція складалася з К. Такагаші, Масаюки Андо (Masayuki Ando), Ріюші Хошіно (Ryushi Hoshino), Ватару Сайто (Wataru Saito) та Нобуо Цуцумі (Nobuo Tsutsumi).
Від 1996 р. не занотовано вдалих сходжень.